# Takayuki Yamaguchi
Takayuki Yamaguchi (山口 貴之, Yamaguchi Takayuki) est un footballeur japonais né le 1er août 1973.